# Fila (ejército)

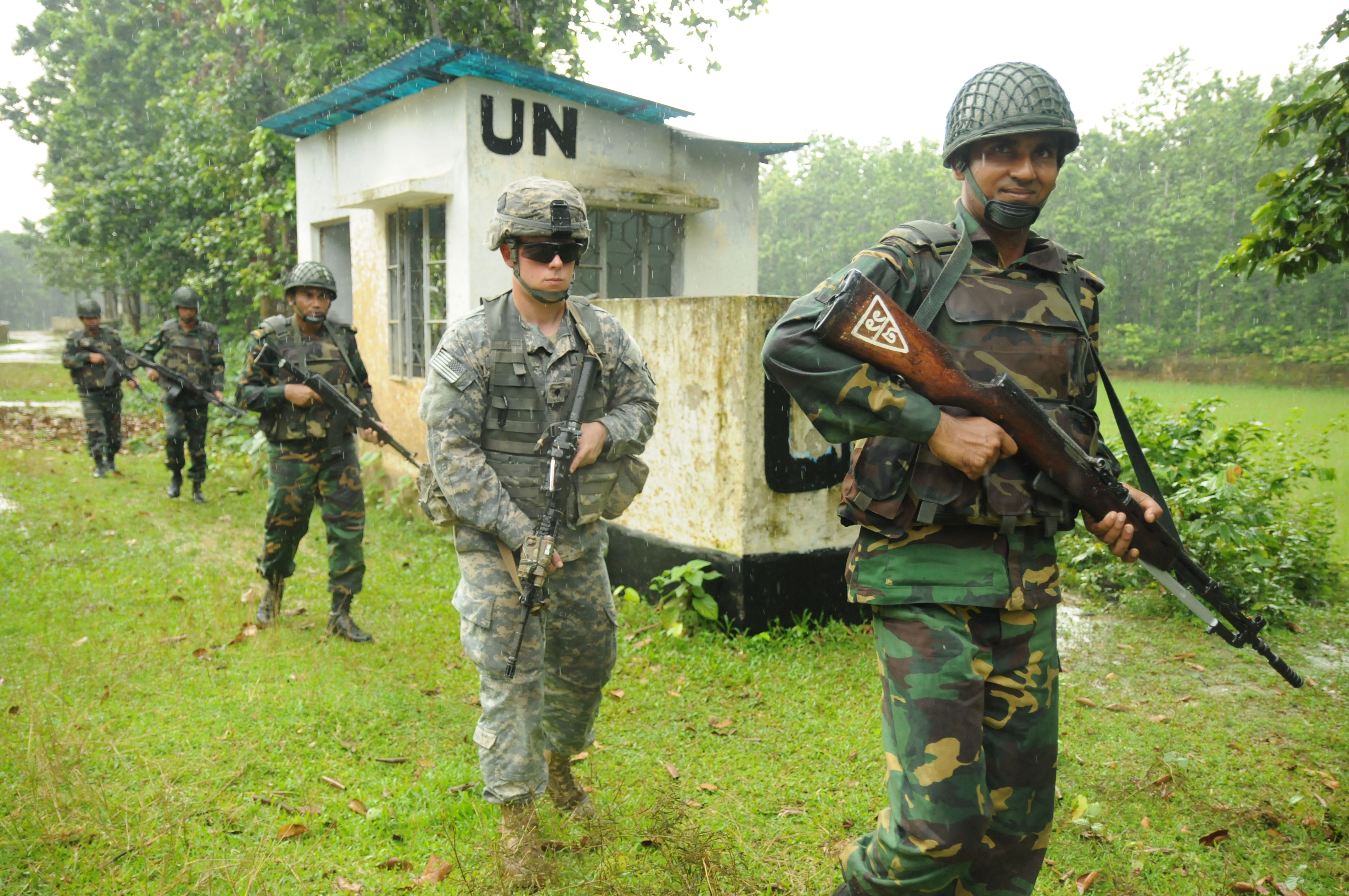
Fila del ejército estadounidense marchando con soldados en Bandladesh durante un ejercicio de entrenamiento táctico.

Una fila (del latín filum, hilo) es una línea de soldados, caballos, piezas de artillería o vehículos colocados unos al lado de otros; si es constituyendo una línea perpendicular al frente y situados unos a continuación de otros, no es una línea, sino una hilera. 
También es la voz con que se designa a veces colectivamente la fuerza activa, o las tropas que están sobre las armas, a diferencia de las reservas o que desempeñan comisiones más o menos pasivas. En este sentido se dice la fuerza de fila para expresar la disponible para formar; oficial de fila para designar el que se halla constantemente con su compañía, escuadrón, etc.
En filas, tiene el significado de estar en servicio activo, formando parte uno de los cuerpos armados del Ejército.